# Phaonia chilitica
Phaonia chilitica är en tvåvingeart som beskrevs av Deng och Feng 1998. Phaonia chilitica ingår i släktet Phaonia och familjen husflugor. Inga underarter finns listade i Catalogue of Life.